# Cine-Grama
Cine-Grama fue una revista mensual de cine, televisión y farándula chilena distribuida por Holanda Comunicaciones desde enero de 1994 hasta abril de 2015. La revista se destacó por publicar contenido tanto de películas como la vida personal de los actores populares de la época, además de poseer una identidad visual referencial.

## Historia

### Origen
Cine-Grama fue fundada en enero de 1994 por la empresa editorial chilena Holanda Comunicaciones con el objetivo de dar a conocer al público chileno las novedades del cine. 
Anteriormente, la revista fue conocida como Video-Grama que desde agosto de 1987 hasta diciembre de 1993, aparte dar las novedades del cine, ofrecía las novedades y datos sobre el mundo del Video.[cita requerida]
La revista era publicada mensualmente los primeros días de cada mes con un precio de $990 inicialmente, llegando a $2380 pesos en ediciones posteriores. Su público objetivo fueron hombres y mujeres del sector económico ABC1 y C2 de entre 20 y 45 años.
Cine-Grama se caracterizó por ser la única revista de la época especializada en publicar contenido sobre películas, además de tener artículos sobre la vida personal de los actores populares del momento, programaciones de estrenos en el país, la guía de las novedades en Video, y la programación de películas a través del Cable. La revista también se caracterizó por incluir regalos en cada edición, particularmente pósteres y fotografías de los estrenos más esperados del mes.
Cine-Grama tuvo derechos de revistas estadounidenses como Premiére y Movieline. La revista se destacó por tener una identidad visual referencial, poniendo énfasis en diferentes actores de cine.

### Últimos años
En septiembre de 2014, se suspendió su publicación debido a falta de pagos de la distribuidora Meta/Copesa, afectando también a otras publicaciones de Holanda Comunicaciones como Revista Ercilla, TV Grama y Miss 17.
La última publicación de Cine-Grama fue en abril de 2015 debido a la quiebra de Holanda Comunicaciones y el despido de todo su personal en mayo de ese año por problemas económicos.